# Liste der Biografien/Kuw
Liste der Biografien |
Portal Biografien |
Personensuche
# |
A |
B |
C |
D |
E |
F |
G |
H |
I |
J |
K |
L |
M |
N |
O |
P |
Q |
R |
S |
T |
U |
V |
W |
X |
Y |
Z |
?
 
Ka |
Kb |
Kc |
Kd |
Ke |
Kf |
Kg |
Kh |
Ki |
Kj |
Kl |
Km |
Kn |
Ko |
Kp |
Kr |
Ks |
Kt |
Ku |
Kv |
Kw |
Ky |
Kx |
Kz
 
Kua |
Kub |
Kuc |
Kud |
Kue |
Kuf |
Kug |
Kuh |
Kui |
Kuj |
Kuk |
Kul |
Kum |
Kun |
Kuo |
Kup |
Kuq |
Kur |
Kus |
Kut |
Kuu |
Kuv |
Kuw |
Kux |
Kuy |
Kuz
Die Liste der Biografien führt alle Personen auf, die in der deutschsprachigen Wikipedia einen Artikel haben. Dieses ist eine Teilliste mit 43 Einträgen von Personen, deren Namen mit den Buchstaben „Kuw“ beginnt.

## Kuw

### Kuwa
- Kuwa, Yousif (1945–2001), Militär und Politiker im Süden des Sudan, Nuba-Anführer
- Kuwabara, Hiroyoshi (* 1971), japanischer Fußballspieler
- Kuwabara, Kineo (1913–2007), japanischer Fotograf
- Kuwabara, Kōta (* 2004), japanischer Fußballspieler
- Kuwabara, Ryan (* 1972), kanadisch-japanischer Eishockeyspieler
- Kuwabara, Setsuko (* 1947), japanische Kunsthistorikerin
- Kuwabara, Takeo (1904–1988), japanischer Literaturwissenschaftler und Übersetzer
- Kuwada, Shin’ichirō (* 1986), japanischer Fußballspieler
- Kuwada, Yoshinari (1882–1981), japanischer Zellbiologe
- Kuwahara, Hiroaki (* 1943), japanischer Komponist
- Kuwahara, Kaito (* 2000), japanischer Fußballspieler
- Kuwahara, Katsuyoshi (* 1944), japanischer Fußballspieler
- Kuwahara, Takashi (* 1948), japanischer Fußballspieler
- Kuwahara, Takeshi (* 1985), japanischer Fußballspieler
- Kuwahara, Yasuo (1946–2003), japanischer Komponist und Mandolinist
- Kuwahara, Yasuyuki (1942–2017), japanischer Fußballspieler
- Kuwahata, Ru, japanische Filmregisseurin, Drehbuchautorin und Animatorin
- Kuwajima, Ryōta (* 1992), japanischer Fußballspieler
- Kuwaki, Gen’yoku (1874–1946), japanischer Philosoph
- Kuwal, Heinrich († 1397), deutscher Ordenspriester und Bischof von Samland
- Kuwalanaziti, hethitischer Heerführer
- Kuwalanaziti, hethitischer Prinz und Schreiber
- Kuwałek, Robert (1966–2014), polnischer Historiker und Autor
- Kuwana, Theodore (1931–2022), US-amerikanischer Chemiker und Hochschullehrer
- Kuwari, Abdulaziz al- (* 1979), katarischer Rallyefahrer
- Kuwari, Jaffal Rashid al- (* 1972), katarischer Fußballspieler
- Kuwari, Mohammed al-, katarischer Diplomat
- Kuwari, Sayed Mubarak al- (* 1964), katarischer Leichtathlet
- Kuwasaki, Yūya (* 1998), japanischer Fußballspieler
- Kuwasawa, Yōko (1910–1977), japanische Designerin
- Kuwashima, Hōko (* 1975), japanische Seiyū
- Kuwasseg, Josef (1799–1859), österreichischer Landschaftsmaler, Lithograf und Schriftsteller
- Kuwata, Hiroko (* 1990), japanische Tennisspielerin
- Kuwata, Takayuki (* 1941), japanischer Fußballspieler
- Kuwayama, Gyokushū (1746–1799), japanischer Maler
- Kuwayama, Kanji (* 2002), japanischer Fußballspieler
- Kuwayama, Tadaaki (1932–2023), japanischer Maler
- Kuwaykibi, Mohammed al- (* 1994), saudi-arabischer Fußballspieler
- Kuwazawa, Akio (* 1959), japanischer Radrennfahrer

### Kuwe
- Kuwer, Khan der Bulgaren
- Kuwert, Philipp (* 1969), deutscher Arzt, Psychotherapeut, Sachbuchautor und Hochschullehrer
- Kuwertz, Evelyn (* 1945), deutsche Malerin

### Kuws
- Kuwschinnikowa, Sofja Petrowna (1847–1907), russische Malerin